# Piper noveninervium
Piper noveninervium är en pepparväxtart som beskrevs av C. Dc.. Piper noveninervium ingår i släktet Piper och familjen pepparväxter. Inga underarter finns listade i Catalogue of Life.